# Várad ostroma (1660)
Várad 1660-as ostromára az 1660 és 1662 között zajló második török-tatár büntetőhadjárat idején került sor.

## Előzmények

### Az első török-tatár büntetőhadjárat

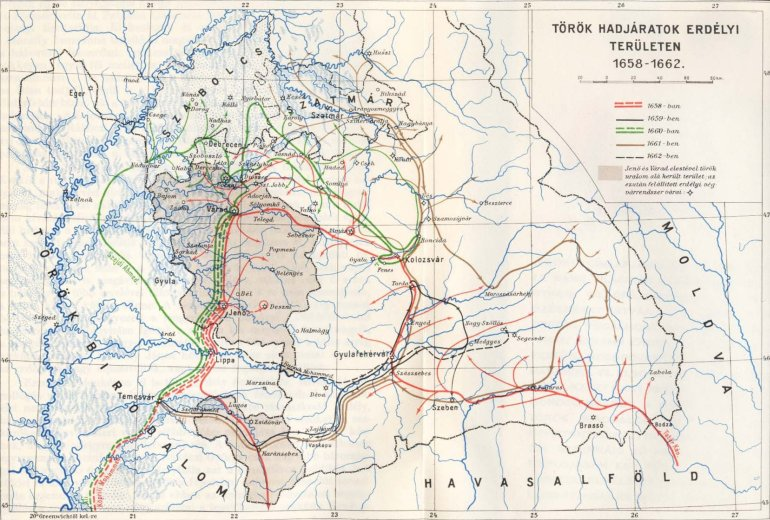
Török hadjáratok Erdélyben (1658-1662)

A lengyelországi hadjárat megindításával (1657 január), a szultáni paranccsal dacoló II. Rákóczi Györgyöt 1657. november 2-án a szultán elmozdította a fejedelmi székből és helyébe az egykori váradi főkapitány Rhédey Ferenc fiát (az azonos nevű), Ferencet ültette. A gyulafehérvári országgyűlés a szultáni parancsnak engedelmeskedett, de a rendek nem sokáig tartottak ki az új uralkodó mellett. A lengyel fogságból szabaduló II. Rákóczi György a hozzá hű seregekkel megostromolta és elfoglalta a Rhédeynek menedéket adó Medgyest, majd, miután lemondásra kényszerítette a fejedelmet, a szultán tiltakozása ellenére 1658. január 25-én másodjára is az erdélyi trónra emelték. Ismételt trónra emelését a törökök ellenszegülésnek látták és nem is késtek a támadással. 1658 februárjától megindult az összehangolt török-tatár támadás. A következő négy év harcai kitörölhetetlen nyomokat hagytak a vidék arculatán. Az évtizedek óta regenerálódó vidéket soha nem látott hosszú és véres rombolás sújtotta, elsodorva Váradot, és sok más olyan falut, községet vagy mezővárost, amely soha nem települt újra.
Az 1658-as hadműveleteket személyesen Köprülü Mehmed nagyvezír irányította. Az erdélyi ellenállás fészke Várad lett, ahova a fejedelem is behúzódott. Az első összecsapás még az erdélyi oldal számára is kedvező eredménnyel járt. 1658. június 26-án a Lippánál kialakult csatában a fejedelem győzelmet aratott a Kenan budai pasa csapatai felett. Augusztusban azonban a tatárok elözönlötték a védekezésre képtelen Erdélyt, majd szeptemberben a trónra is új uralkodót tettek a törökök, Barcsai Ákos személyében. Az időközben meginduló török fősereg szeptember 3-án elfoglalta a stratégiailag fontos és már régóta követelt Borosjenő várát. A várat feladó kapitányokat nem sokkal később árulásért Váradon lefejezték. Bár maga Köprülü Mehmed nem folytatta a hadjáratot, vagyis egyelőre nem gondolt Várad ostromára, a hadi helyzet alakulása miatt a váradi vár is nehéz helyzetbe került. Az Erdélybe betörő tatár seregek szeptember 13-án Várad alá érkeztek, majd egyheti ostrom után, látva Gaudi András alkapitány által vezetett vár erejét, teljesen elpusztítva a vidéket kivonultak a területről. A IV. Mehmed Giráj krími kán által vezetett török-tatár sereget a váradi védők heves ágyútűzzel zavarták el a falak alól. A korábbi harcokban a Berettyó folyótól a Körösökig már mindenhol megsemmisített települések mellett most a Berettyón túli részek estek áldozatul. Az első büntetőhadjárat 1658. szeptemberében ért véget.

### Eredménytelen alkudozás a bécsi udvarral

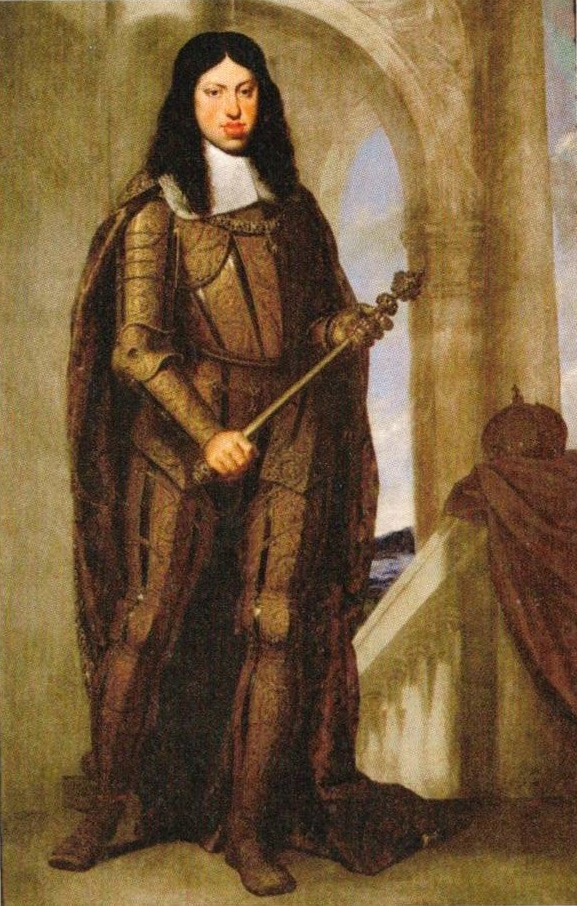
I. Lipót magyar király (1657-1705), német-római császár (1658-1705) – olajfestmény, 1658 körül

A török-tatár seregek támadása után kialakult rendkívül súlyos hadi helyzetben II. Rákóczi György fejedelem közeledni próbált a bécsi udvarhoz. Először Sámbár Mátyás jezsuita szerzetest küldte Lippay György esztergomi érsekhez, majd külön követekkel is felkereste I. Lipótot. Az osztrák támogatásnak azonban nem sok esélye volt, mivel a Habsburg Birodalom a törökökkel éppen fennálló békés viszonyt egyelőre nem akarta megváltoztatni. Ennek ellenére 1658 nyarán folytak tárgyalások, viszont a bécsi udvar vonakodott beleavatkozni az edélyi-török háborúba.

### Az ostromra készülő vár

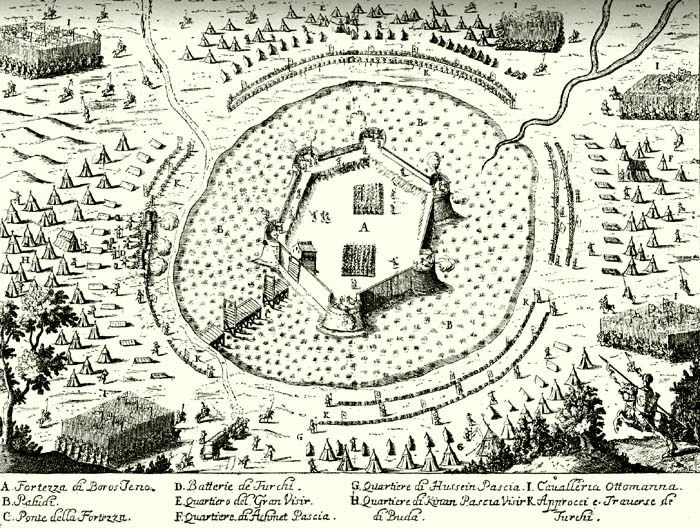
Borosjenő ostroma (1658 augusztus-szeptember)

1658-1659 folyamán, főleg Borosjenő várának elfoglalása után a tulajdonképpeni Erdély területén kívül már csak Várad és az attól északra fekvő területek maradtak fejedelmi fennhatóság alatt. A kitört háború megbillentette az addigi érzékeny egyensúlyt és a Habsburgok távolságtartása egyértelművé tette a törökök katonai fölényét.
Nemigen maradt tehát érv az ellen, hogy a szultán megpróbálkozzon Várad ostromával. A korabeli vár és vármegye urai, de maguk az elmúlt időszak során versengő erdélyi fejedelmek is tisztában voltak azzal, hogy az ostrom csak idő és a katonai helyzet alakulásának kérdése. Ami a korabeli viszony és hatalmi harcok között biztosítható volt, az ostrom kivédésének érdekében igyekeztek is megadni.
Az 1659. május-júniusi országgyűlés Bihar, Kraszna, Közép-Szolnok és Máramaros vármegyék számára kötelezővé tette 2 naponként egy-egy szekér épületfa küldését, deszkákat pedig Besztercéről kellett szállítani. A fejedelem számára téglavetők Váradra küldését is előírták. Az országgyűlés más várak megerősítését és elrendelte (például Zsáka várát, de Belényes városának a körülpalánkolását és körbeárkolását is kimondták). Mindezek mellett már 1658 májusában a fegyelem érdekében egy sor – ma úgy mondanánk – belső biztonsági intézkedést hoztak. Valamennyi katonai alakulatnál elrendelték a parancsok szigorú betartását és betartatását. Azok számára, akik a kapott paranccsal ellentétesen vagy azt halogatva cselekednek, halálbüntetést helyeztek kilátásba. A katonák parancs nélkül nem hagyhatták el a várat és akkor is csak tiszti kísérettel. Halálbüntetés terhe mellett szigorúan megtiltották, hogy a környező lakosságtól a várbéli katonaság bármit is elvegyen (ezek mellett előírták az istentiszteleteken való kötelező részvételt, és még a káromkodásért is halálbüntetés járt).

### II. Rákóczi György fészke
Barcsay Ákos fejedelmi beiktatását II. Rákóczi György nem ismerte el. A török-tatár hadak kivonulása után ismét Váradra húzódott vissza, innen szervezte az új fejedelemmel szembeni ellenállást. A rendek azonban 1659 februárjában lemondatták Rákóczit a fejedelemségről. Mivel a törökök ismét támadásra készültek, és ezúttal aligha lehetett kétséges, hogy a célpont Várad lesz, 1659 márciusában Rákóczi fejedelem megegyezett Barcsayval és átadta Váradot az új erdélyi uralkodónak. Az országgyűlés május 24-én Gyulai Ferenc váradi főkapitányt le is váltotta és Haller Gábort nevezte ki főkapitánynak.
Az új Barcsay-párti főkapitány azonban rendkívül népszerűtlen volt, annak ellenére, hogy a várba összehívott vármegyegyűlésen megpróbálta maga mellé állítani a Rákóczi-barát rendeket. Ez több ok miatt is lehetetlennek bizonyult. A Rákóczi-barát hadak nem oszlattak fel, hanem a székelyhídi vár környékére húzódtak vissza. A hajdúság, valamint a többi partiumi vármegye – Szabolcs és Szatmár – ahol a Rákóczi-családnak kiterjedt birtokai voltak, elzárkóztak Barcsay uralmának az elismerésétől. Maga Várad városa nem döntött egyértelműen Rákóczi mellett, aminek leginkább a nagyszámú erdélyi katonaság jelenléte volt az oka. Mindez azt jelentette, hogy II. Rákóczi György továbbra is kellő számú haderővel rendelkezett, csak az ő döntésén múlt, belátja vagy sem, hogy egy ismételt trónra lépés milyen további katasztrófát zúdíthat az országra. 1659 szeptemberében seregeivel betört Erdélybe és a marosvásárhelyi országgyűléssel szeptember 27-én harmadjára is fejedelemmé választatta magát. A váradi helyőrség azonnal elismerte urának és elűzte Haller Gábor főkapitányt, akit később Köprülü Mehmed pasa kivégeztetett. Az új főkapitány ismét Gyulai Ferenc lett, a fejedelem rendíthetetlen híve.

## Az ostrom előtti oszmán hadmozdulatok
II. Rákóczi György ismételt trónra lépését Köprülü Mehmed pasa, nagyvezír nyílt lázadásnak tekintette. A fejedelem szigorú megbüntetését és Barcsay Ákos megsegítését Szejdi Ahmedre bízta. Az akkori budai pasa származása szerint cserkesz születésű rabszolga volt, aki az egyiptomi pasa szolgálatában állt, majd annak halála után szultáni szolgálatba állt és felszabadult. IV. Mehmed szultán 1659-ben nevezte ki budai pasának. a 17 ezer fős török-tatár seregek élén 1659 novemberében tört be Erdélybe, és két helyen is vereséget mért Rákóczi hadaira. A közelgő tél miatt azonban Temesvár alá vonult vissza és csak a következő év tavaszán lendült támadásba. Az addigi török seregekhez csatlakoztak Husszein egri pasa alakulatai is, akikkel a teljes oszmán haderő mintegy 25 000 főre bővült. Az 1660. április elején kibontakozó, minden ellenállást felmorzsoló török hadjárat a lassan másfél évszázados végvári harcok egyik legsötétebb fejezetét jelentették. Az úgynevezett Szejdi-dúlás elsősorban a vármegye északi részét, a fejedelem mellett hűségesen kiállt hajdúságot érintette. A cél a hajdúság megtörése volt, egyrészt Rákóczi fejedelem helyzetének meggyengítése, másrészt a váradi vár ostromának előkészítése érdekében. a sereg Szarvasnál kelt át a Körösön, majd miután a Gyulai Ferenc főkapitány vezette kis sereg nem merte a csatát velük szemben vállalni, rázúdúltak a védtelen vidékre. A törökök többek között magsarcolták Debrecent, felgyújtották Szoboszlót, lerombolták Pocsaj várát, majd május 10-én szörnyű vérengzést hajtottak végre a székelyhídi várat övező mocsaras szigetekre menekült lakosság körében. A hadjárat ezután dél felé fordult, elpusztították Kerekit, Bihart, Csatárt, általában véve a vármegye Váradtól északra fekvő területeit, majd Erdély következett. A hadjárat jellegéről leginkább Szalárdi János tudósít, aki a következőképpen írta le a törökök kegyetlenkedéseit:
a férfiaknak mind fejét szedték, és a vezér maga eleibe kihordatni parancsolván, mind egyig megnyúzatja bőröket az agy koponyájáról levonatja, azokat szalmával megtölteti és szekerekre számán úgy rakatja vala, sőt, hogy a hadakozás alatt minden fejet hozzá vinnének, minden fejtől egy-egy tallért rendelt és fogyatkozás nélkül adatott vala.

A váradi vár ostromára feltehetően ekkor csak azért nem került még sor, mivel Rákóczi fejedelem sorsát még nem ,,rendezték" el a törökök. Az 1660 tavaszán lefolytatott második büntetőhadjáratnak azonban már nem egyedül Szejdi Ahmed pasa volt a vezetője, mivel a nagyvezír a török seregeket a szerdárrá, vagyis fővezérré kinevezett temesvári pasa, Kösze Ali vezetése alá helyezte. Ez a kettős parancsnoki vezetés irányította később Várad ostromát is.

### II. Rákóczi György halála
Barcsay Ákos lemondatása után Szebenbe húzódott, mire Rákóczi azonnal megkezdte a város ostromát. A török csapatok érkezésére azonban felhagyott a támadással, és 1660. május 22-én Szászfenesnél csatát vállalt a Szejdi Ahmed és Kösze Ali vezette török fősereggel. A teljes vereséggel végződött ütközetben a fejedelem súlyos sebet kapott. Testőrei Váradra szállították, ahol két hét után, június 7-én elhunyt.
A vizsgálatok szerint jobb oldalát lövés érte, bal oldalát szúrás, fejét pedig három vágás. A holttestet előbb Ecsedre, majd Sárospatakra szállították Gyulai Ferenc főkapitány vezetésével. A váradi főkapitány döntése, hogy elkíséri a fejedelem holttestét, súlyos hibának bizonyult és rendkívüli következményekkel járt.

### Barcsay kelepcéje: 1660
Győzelme után a budai beglerbég (pasa), Szejdi Ahmed magához rendelte a törökök által kinevezett Barcsayt Szebenből és május 28-án „tisztes fogságba” vetette őt, majd a járványveszély miatt a holttestekről bűzlő vidékről áttette táborát Bonchidára, innen Kőváron át (a korábban elfoglalt) Ecsedre majd Kállóra ment vele, ahonnan ismét Debrecenbe készült, de az időközben felvonuló Habsburg sereg miatt elállt ettől a tervétől. Barcsay már június 8-án értesült Rákóczi haláláról, ám ezt – hogy elejét vegye az esetleges török akcióknak – egészen addig titkolta a budai beglerbég előtt, míg a török sereggel egészen a Tiszáig jutott. Ott aztán Szejdi elbocsátotta maga mellől Barcsayt és udvarnépét, aki Várad felé indult haza. A magyarországi hadszíntérre kinevezett új oszmán főparancsnoktól, Kösze Ali szerdártól érkező parancs után azonban a budai pasa is egész táborával visszafordult és Barcsay után eredt. Bár a nemsokára feltűnő oszmán sereg ekkor még nem próbálkozott a város hódoltatásával, a török támadás miatt aggódó volt erdélyi fejedelem ezután nem is ment be Váradra, hanem a város mellett ütött tábort. A város ugyan elvileg biztonságban volt, mert a szászfenesi vereség után még Bonchidán egy – a város biztonságát szavatoló – hitlevelet kértek az ott táborozó Szejdi Ahmedtől. Így a fosztogatást, rablást sikerült megelőzniük.
A veszély azonban nem múlt el, mert Rákóczi halálával annak egykori hívei nem adták fel a politikai szembenállásukat s június-júliusban kezdtek ismét szerveződni Szatmár vármegyében, Munkácson és Nagybányán is. Három napos táborozás után a budai pasa nem északra, hanem dél felé vonult Várad alól. A megrettent váradiak ezután nem csak, hogy távol tartották magukat a Rákóczi-párt újabb szervezkedésétől, hanem biztos, ami biztos, sürgős katonai segítségért üzentek a Barcsay-párti erdélyi rendekhez is. A még mindig a budai pasa fogságában levő volt fejedelem végül csupán 300 katona beküldésével tudta megerősíteni Várad várának védelmét. Valójában az erdélyi rendeknek esélyük sem volt ennél sokkal hatékonyabb segítségnyújtásra. Hiszen Barcsay és udvara ekkorra már szinte folyamatosan a török táborban „vendégeskedett”, s hamarosan az ő sorsára jutott Haller Gábor volt váradi főkapitány is, aki Váradon és Borosjenőn keresztül érkezett Temesvárra, Kösze Ali pasa táborába.
A szerdár április 15-én indult el seregével Drinápolyból, Szalárdi szerint:
az jancsár az jancsár Haszon agával tizenhatezer számmal ugyan a császári portai negyvenezer jancsári közül válogattattak volna, lovasai is mintegy ötvenezer válogatott nép, ezekkel hatvanig való öreg faltörő álgyúk, nagy sok tevék tehében való porral, golyóbissal

Rákóczi fejedelem halála májusban bizonyára átrendezte az eredetileg kitűzött célokat, arra azonban aligha gondolt volna bárki, hogy ezután a szerdár majd hagyja, hogy Szejdi Ahmed „elorozza” előle, a rettegett nagyvezír, Köprülü Mehmed bizalmasától a dicsőséget, s ez a hadsereg majd zsákmány nélkül, dolgavégezetlenül térjen haza a Hódoltságból. Igaz, egyelőre azt sem lehetett tudni, hogy vajon Várad hódoltatására kapott-e parancsot a szultántól. Bethlen János úgy tudta, hogy 1660 májusában még nem létezett ilyen értelmű szultáni parancs, bár a szerdár maga később épp arra hivatkozva utasított el minden békítő kérést, hogy Várad megbüntetése számára megmásíthatatlan szultáni parancsba volt adva.

## Az ostomra készülő Várad és a védők összetétele
Temesvár alól a szerdár, Kösze Ali pasa hada Arad felé indult, hogy találkozzék Szejdi Ahmeddel és Barcsayval, majd az oszmán sereg Jenő felé tartott, így már nem lehetett kétséges, hogy a hadjárat végcélja Várad lesz. Ali pasa ekkor arra akarta kényszeríteni Haller Gábort, az egykori váradi főkapitányt, hogy bemenve a városba, beszélje rá az őrséget Várad átadására. Amikor a fejedelmi tanácsos ebbe nem egyezett bele, azt beszélték, hogy 63 fontos vasat veretett a lábára, és úgy hurcolta tovább magával – a túszként kezelt Barcsayval együtt. Ők azonban – Szalárdi szerint – Ibrányi Mihály révén épp azt üzenték Váradra, hogy bár a török ellenük igyekszik, álljanak ellen, tartsanak ki. Barcsay maga több ízben is megerősítette szóban s írásban egyaránt, hogy az erősséget egy tőle kikényszerített parancs, sőt esetleges megkínzása vagy megöletésére se adják át a törököknek. A váradi elöljárók számára így már nem maradt kétség az oszmán fősereg szándékait illetően. Ezért, bár katonai szempontból szinte reménytelen helyzetben voltak, mégis megkezdték a felkészülést az ostromra.
Szalárdi beszámolója szerint első lépésként igyekeztek elegendő élelmiszert, muníciót és egyéb nyersanyagot hordatni a várba, ahol Barcsay kis létszámú német, kozák és szemény gyalogságán kívül nem maradt más fegyverforgató, csak a városbeliek megszervezésével és felfegyverzésével lehetett megerősíteni. Alighanem Jenő sorsának példája miatt, június utolsó napjaiban eldöntöttek, hogy a polgári lakosságot mindaddig nem engedik ki a városból, amíg írásos igazolást nem adnak felesküvésükről a város védelmére. Az ostrom előtti napokban a vár védőiről csupán annyit tudunk, amennyit Szalárdi elárul, aki szerint a fegyverforgatók száma alig haladta meg a 900-at – mások viszont csupán 850 főről tudósítottak -, ami a vár egykori főkapitánya, Haller Gábor szerint édeskevés volt:
Igen szükséges volna ez várat derék erő ellen is készíteni, s kiváltképpen gyaloggal megrakni, mert nyolc-kilencszáz emberrel ez várat török ellen oltalmazni lehetetlen

Szalárdi arról is tudósított, hogy a várba jelentős számú asszony és gyermek is beszorult (egy elejtett utalásból még az is kiderült, hogy az ostrom végére e nők és gyermekek száma meghaladta a fegyverforgató férfiakét, azaz legalább 700-an, vagy még annál is többen lehettek).
A védelem parancsnoka a közösség akaratából főkapitánnyá kinevezett Balogh Máté lett, aki korábban Gyulai Ferenc Rákóczi-párti helyettese (alkapitánya) volt. Rákóczi egykori hívei közül Rácz János, valamint ifjabb Ibrányi Mihály, Várad egykori vicekapitányának fia követte a rangsorban. Önálló parancsnokságot kapott mind az öt bástya védőserege, valamint a statáriusnak nevezett csapat is, amelyet az ellenséges gyalogság rohamának visszaverésére tartalékoltak. Várad viszonylag jól el volt látva mindennel, az esemény krónikása egyedül a megfelelő számú kézi tűzfegyver hiányát említette. Viszont meglehetősen gyenge és rosszul képzett volt a vár tüzérsége, és egyáltalán nem volt robbanómesterük, aki a várban felhalmozott gránátok és robbanószerkezetek használatához értett volna.

### A segítségért könyörgő Várad
A várható ostrom előtt még egyszer elküldték Tisza Istvánt Temesvárra követségbe, ő azonban már csupán az ellenség küszöbön álló indulásáról tudósíthatott.
Magyarországra is indítottak segélykérő követeket Wesselényi Ferenc nádorhoz, aki a felkelt magyarországi vármegyék katonasága élén Szabolcs és Szatmár Rákóczi-kézen levő várait hódoltatta, s aki segítséget is ígért, ha a váradiak azonnal és feltétel nélkül hajlandók Lipót magyar király hűségére adni magukat, ő azonban uralkodói parancs nélkül nem indulhatott a vármegyei zászlókkal, s a vele levő Souches tábornok császári katonáival Várad védelmére.
A horvát bán, Zrínyi Miklós a híres római költő, Vergillius eposzából, az Aeneisből megidézett képpel fejezte ki a Magyar Királyság fenyegetettségét az erdélyi háború miatt:
A szomszédban ég Ucalegon háza, és szerencsétlenül állnak a mi dolgaink

I. Lipót már 1660 februárjában gyűlést hívott össze Bécsbe a fenyegető török támadás ügyében. Az isztambuli követ jelentése, és a magyar főurak: Lippay érsek, Wesselényi nádor, Nádasdy országbíró és Zrínyi bán véleményei alapján a császár el is döntötte, hogy csapatokat kell küldeni Felső-Magyarországra, hogy birtokba vegyék a Rákócziak kezén lévő Szabolcs és Szatmár vármegyéket, s elzárják az utat Rákóczi esetleges visszavonulása elől.
Mivel ekkor már megkötötték a spanyol-francia békét, vélhető volt a svédekkel vívott Északi háború befejezése, így lehetségesnek tűnt a felszabaduló veterán Habsburg ezredek felvonultatása Magyarország területére.
Nádasdy, az országbíró 1660. február 25-i levelében tudósította is erről Rákóczi fejedelem magyarországi „ügynökét”: ura a bécsi udvartól ne várjon segítséget, s amennyiben a török győzedelmeskedne, még ellenségesebbek lesznek vele. Souches tábornok serege meg is érkezett Rakamaz és a Tisza vonalához, de Lipót 1660. június 29-én parancsba adta, hogy csak úgy segítse Váradot, hogy közben tegyen meg mindent a törökkel való összeütközés elkerülése érdekében, az oszmán szerdárt pedig biztosították róla, hogy csak a Magyar Királyság védelmére vonták össze ezeket a hadakat.
Várad fenyegetettsége azonban új akcióra sarkallta a magyar főrendeket, akik egyre határozottabban próbálták elérni a vár megsegítését az uralkodónál. Ezért I. Lipót magyar király és német-római császár újabb tanácskozást hívott össze Grazba, ahol a Magyar Királyság főméltóságai közös emlékiratukban leszögezték, ha Várad elesik, akkor Erdélyre a két román vajdasághoz (Havasalföld és Moldva) hasonló kemény török iga vár, Felső-Magyarország pedig a hódoltsági törökök támadásainak hatósugarába, és így előbb-utóbb bizonyosan meghódol az oszmánoknak. Várad megsegítésére felajánlották a nemesség, a vármegyék és a hajdúság felkelését is, szerintük Souches csapataival együtt már 25 000-es seregük lehetne – míg Lippay érsek forrásai csupán 14 000 főre becsülték Kösze Ali hadát.

## Az ostrom
Az ostromló sereg három tábort hozott létre. Nyugaton, a kapu előtt Csatalbas Musztafa karamáni beglerbég (pasa) táborozott le saját csapataival, és öt janicsáralakulattal (odával) épített sáncokat a kitörések megakadályozására. Keleten Kösze Ali szerdár, Csávuszáde Mehmed anatóliai és Hiszim Mehmed ruméliai pasa foglalt állást szintén öt janicsáralakulattal és néhány ágyúval. A szárnyakon Dzsán Arszlán szilisztriai és Szinán drinápolyi pasa állomásozott újabb öt janicsáralakulattal. Szejdi Ahmed budai pasa többszöri felszólítás ellenére sem volt hajlandó a sáncokba vonulni. Seregével a Köröstől északra, Olaszi külső részein vert tanyát, s innen portyázott: csapatai július végén, augusztus elején többször is a Partium északi részét pusztították. Az ostromlók legjelentősebb ütegállása szintén a folyótól északra, Szent Péter-(Varada) hegyére települt, ezt Jentür Haszan pasa irányította.

## Következmények

### Keresztény szemszögből
Várad elfoglalása megrázta a korabeli keresztény Európát. I. Lipót Habsburg uralkodót heves bírálatok érték, annak okán, hogy hagyott elveszni egy ilyen fontos erősséget. Az ostromot követő események keresztény (Szalárdi János) és török (Evlija Cselebi) beszámolók alapján tudjuk rekonstruálni. Az elvonulást szabályozó megállapodás aláírása után elvonuló védőknek nem maradt idejük olyan komolyabb jelentőségű értékek elszállítására, mint a váradi levéltár anyaga és számos más értékkel együtt a királyszobrok (Szent Lászlót, Szent Istvánt és Imre herceget ábrázoló életnagyságú szobrok) is hátramaradtak.
A török hódítás, mint mindenhol az egykori történelmi Magyar Királyság területén, a meghódított terület jelentős pusztulásával járt, ami még akkor is igaz, ha tudjuk, hogy az egyszer már megszerzett és a Török Birodalomba integrált országrészeket az oszmán hatalom nem bántotta, hanem – mint saját területét – védte és a maga fogalmai szerint fejlesztette. A tiszántúli-bihari részek azonban már egy bő évszázada tűzvonalban feküdtek, és csak Várad fennmaradásának volt köszönhető, hogy a meg-megújuló török támadások után, a vidék mindig képes volt regenerálódni. Várad tehát nemcsak megvédte ezeket a tiszántúli, partiumi, nyugat-erdélyi részeket, de biztosította azt, hogy az oszmán pusztítások alapvetően még semlegesíthetőek és túlélhetőek voltak. Az 1657-1658-tól megindított török támadások (büntetőhadjáratok) azonban minden korábbinál nagyobb emberi és anyagi veszteségeket okoztak. Ma már pontosan nem megállapítható, hogy számszerűen hány ember és összegszerűen mekkora kár érte ezt a vidéket, de a későbbi jelenségek – a gyakorlatilag teljesen felégetett, kiürült és jelentős részben lakatlanná vált vármegye, a középkori épített örökség teljes pusztulása, a város magyar protestáns lakosságának szinte nyomtalan eltűnése, a vármegye etnikai arányainak változása stb. – mind pontosan érzékeltetik ennek méreteit. Nem önmagában Várad elvesztése idézte elő ezeket a jelenségeket, hiszen valóban nem egy sokkszerű támadás érte a korábbi egy évszázadban a vidéket, de kiteljesítette és végképp visszafordíthatatlanná tette azokat.

### Török szemszögből
A török győzelmi ünnepségek három napon át tartottak. Ali szerdár eltávolította a kereszteket és az ostromban kitűnt bégeknek, agáknak és más harcosoknak, török szokás szerint, kaftánokat és egyéb győzelmi jelvényeket adományozott, majd utasítást adott a hadizsákmány összegyűjtésére, kiosztására és a szultánnak járó rész kiválogatására. Ali azonnali utasítást adott a megsérült bástyák és falszakaszok kijavítására, illetve a vársánc kitisztítására, melybe azonnal visszavezettette a Hévjó (Pece) patak vizét. A szultáni részt díszes kíséret vitte Isztambulba a győzelmi jelentéssel együtt, amely a maga tömörségében és szomorú szépségében mutatta be az eseményeket:
Elfoglaltatott Várad, szív nélkül maradt Erdély.

A szultáni udvar tisztában volt Várad elfoglalásának jelentőségével, a vár ostromát mindvégig nagy figyelemmel kísérte. A győzelmet szultáni parancsok adták hírül szerte a birodalomban, amelyet a következő hetekben az törököktől függő területeken mindenhol megünnepeltek. Erről szeptember folyamán IV. Mehmed több levelében is rendelkezett. A kora ősszel, az ostromot követő hetekben Kösze Ali szerdárnak (fővezérnek) írt leveleiben egyrészt áldását küldte rá, pasáira, bégjeire és katonáira, másrészt közölte, hogy a birodalom területén győzelmi ünnepségek megtartására adott utasítást. Az eseményekről Hasszán Vegihi török krónikás is megemlékezett. Nem sokkal később a szultán már magát Alit szólította fel arra, hogy a magyarországi és boszniai tartományokban hasonló ünnepségeket tartasson.

## Kísérletek Várad visszafoglalására
Első ízben 1664-ben Rákóczi László próbálkozott meg Várad visszafoglalásával, de kudarcot vallott.